# Agrochola canaria
Agrochola canaria là một loài bướm đêm trong họ Noctuidae.